# دره فرغانه
دره یا وادی فَرغانه (به فارسی تاجیکی: водии Фaрғонa) دره‌ای در آسیای میانه است. این دره بر مسیر سیردریا واقع شده که از جنوب خاوری به سین‌کیانگ چین محدود است و اطراف آن را کوه‌های تیان شان فرا گرفته. قسمتی از فرغانه را استپ بسیار حاصلخیز قراقالپاق فراگرفته است و قسمتی از آن بیابان است. امروزه فرغانه به سه بخش در کشورهای ازبکستان، تاجیکستان و قرقیزستان تقسیم شده‌است.
در گذشته در کشورها و ایالت‌های کرانه‌های سیردریا صنایع گوناگون و مهمی وجود نداشت و بیشتر صادرات آنجا غلام و کنیز بود. صادرات طبیعی ایالت فرغانه طلا، نقره، فیروزه، زیبق، آهن و مس همچنین نشادر، نفت و قیر بود که از معادن آنجا استخراج می‌گردید.

## فرغانه در شعر مولوی
مولانا در دیوان شمس از این منطقه یاد کرده‌است:
گفتم که رفیقی کن با من، که من ات خویشم
گفتا که بنشناسم من خویش ز بیگانه
گفتم ز کجایی تو؟ تسخر زد و گفت: ای جان
نیم ایم ز ترکستان، نیم ایم ز فرغانه
نیم ایم ز آب و گل، نیم ز جان و دل
نیم ایم لب دریا، نیمی همه دردانه